# Stonychophora tatianae
Stonychophora tatianae är en insektsart som beskrevs av Andrej Vasiljevitj Gorochov 1999. Stonychophora tatianae ingår i släktet Stonychophora och familjen grottvårtbitare.

## Underarter
Arten delas in i följande underarter:
- S. t. falsa
- S. t. tatianae